# أوبريف سير فراز
أوبريف سير فراز (بالفرنسية: Auberives-sur-Varèze) هي بلدية في إقليم إزار بمنطقة أفيرن–رون ألب في جنوب شرق فرنسا.